# Apeadero de Chanceleiros
El Apeadero de Chanceleiros, originalmente denominado Apeadero de Chancelleiros, es una plataforma desactivada de la Línea del Duero, que servía a la localidad de Chanceleiros, en el ayuntamiento de Sabrosa, en Portugal.

## Características
En 1984, era utilizado por servicios Regionales, semidirectos, y tranvías.

## Historia
Este apeadero se encuentra en el tramo entre Régua y Pinhão de la Línea del Duero, que abrió a la explotación el 1 de julio de 1880.
En octubre de 1903, el estado autorizó a los Caminhos de Ferro do Estado a construir varias rutas de acceso a estaciones y apeaderos, incluyendo una entre esta plataforma y el Muelle de los Bateiros. No obstante, en 1932, este apeadero todavía no disponía de ninguna conexión por carretera.